# Ulanów
Ulanów é um município da Polônia, na voivodia da Subcarpácia e no condado de Nisko. Estende-se por uma área de 8,2 km², com 1 422 habitantes, segundo os censos de 2019, com uma densidade de 173,41 hab/km².